# Sông Thanlwin

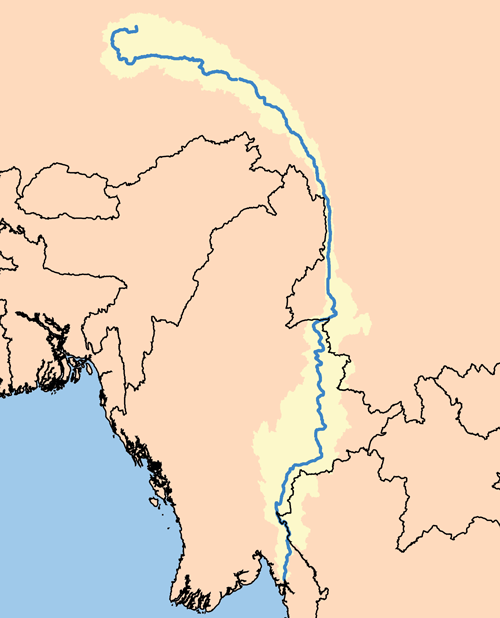
Dòng chảy của sông Thanlwin

Sông Thanlwin (tên cũ dùng trước năm 1991 là sông Salween) là một dòng sông lớn của châu Á chảy qua các nước Trung Quốc, Myanmar, Thái Lan. Sông bắt nguồn từ Tây Tạng, chảy qua vùng phía Tây của Vân Nam sát biên giới với Myanmar, qua phía Đông Bắc của Myanmar và làm đường biên giới tự nhiên giữa Myanmar và Thái Lan, chảy sâu vào trong lãnh thổ Myanmar và đổ ra biển Andaman tại Mawlamyine. Ở gần cửa sông, nó tạo nên đồng bằng nhỏ Thanlwin.
Sông có chiều dài là 2.815 km và là nhà của 7.000 loài thực vật và 80 loài thú và cá quý hiếm hoặc có nguy cơ tuyệt chủng. Chính vì thế, vào năm 2003, UNESCO đã công nhận sông Thanlwin là một di sản thế giới (sinh thái).
Sông Thanlwin có nhiều tên gọi ở các địa phương. Ở Vân Nam, nó được gọi là 怒江 (Nù Jiāng, Nộ Giang), ở Myanmar thì có tên gọi là Thanlwin (phát âm quốc tế là θànlwìn; trong hệ thống chuyển ngữ cũ thì viết là Salwine), ở Thái Lan thì có tên gọi là สาละวิน (Salawin).
Năm 2004, chính phủ Trung Quốc quyết định sẽ xây 14 con đập trên phần sông chảy qua Vân Nam. Chính phủ Thái Lan và Myanmar dự định hai nước sẽ hợp tác xây một số con đập trong đó có thể có một con lớn hơn cả đập Tam Hiệp.